# Apleurolabus spectator
Apleurolabus spectator es una especie de coleóptero de la familia Attelabidae.

## Distribución geográfica
Habita en Malaui y Zimbabue.